# Brienamais purvs
Brienamais purvs este o arie protejată (arie specială de conservare — SAC, sit de importanță comunitară — SCI, arie de protecție specială avifaunistică — SPA) din Letonia întinsă pe o suprafață de 584,96 ha, integral pe uscat.

## Localizare
Centrul sitului Brienamais purvs este situat la coordonatele 56°24′45″N 21°20′42″E / 56.4126°N 21.345°E.

## Înființare
Situl Brienamais purvs a fost declarat arie de protecție specială avifaunistică în mai 2004 pentru a proteja 6 specii de animale. Alte tipuri de protecție:
- sit de importanță comunitară (în mai 2004)
- arie specială de conservare (în mai 2004)[1][3][4]

## Biodiversitate
Situată în ecoregiunea boreală, aria protejată conține 6 habitate naturale: Turbării active, Mlaștini turboase de tranziție și turbării mișcătoare, Depresiuni pe substraturi de turbă de Rhynchosporion, Taiga vestică, Păduri caducifoliate de mlaștină fino-scandinave, Mlaștini împădurite.
La baza desemnării sitului se află mai multe specii protejate de  păsări (6): cocoșul de mesteacăn (Bonasa bonasia), erete cenușiu (Circus pygargus), ciocănitoare neagră (Dryocopus martius), cocor (Grus grus), ciocănitoare verzuie (Picus canus),  cocoș de munte (Tetrao urogallus)
Pe lângă speciile protejate, pe teritoriul sitului au mai fost identificate 3 specii de plante.